# 伯爾尼自然史博物館
伯尔尼自然史博物馆（德語：Naturhistorisches Museum Bern）是位于瑞士联邦首都伯尔尼的一座自然史博物馆，也是瑞士三座最重要的自然史博物馆之一，其余两座是巴塞尔自然史博物馆和日内瓦自然史博物馆。该博物馆在2016年参观人数为131,000人，创下了新的记录。伯尔尼自然史博物馆最著名的藏品包括传奇救援犬巴里、普朗根施托克山的巨型水晶以及大型猛兽捕猎者伯纳德·冯·瓦滕维尔收藏的非洲动物标本。其历史悠久的本地动物与非洲动物的立体透视模型展览使该博物馆在20世纪就闻名于世。该博物馆也是一所研究机构，在教学和研究领域与伯尔尼大学有着密切合作，重点领域有陨石研究、古生物学、養犬學、软体动物学、爬虫两栖类学和蛛形动物学等等。

## 历史
伯尔尼自然史博物馆由伯尔尼公民地方政府所有，是伯尔尼最古老的博物馆，官方记载的成立时间是1832年。它位于伯尔尼基兴费尔德区Bernastrasse街道15号，博物馆建筑建造于1932至1934年，开放于1936年1月4日并在此后多次扩建。在搬迁至现今馆址之前，博物馆藏品最早被保存在伯尔尼大学图书馆，后转移至另一座建筑内，这座建筑位于Hodlerstrasse街道5号，建造于1878年至1881年，并于1936年被拆除。

## 世界蜘蛛名錄
WSC于2000年由美国自然历史博物馆的諾曼·普拉特尼克创建，最初是一系列单独的网页。2014年普拉特尼克退休后，瑞士伯尔尼自然史博物馆接管了该目录，并将其转换为关系数据库。